# E502
La ruta europea E502 és una carretera que forma part de la Xarxa de carreteres europees. Comença a Le Mans (França) i finalitza a Tours (França). Té una longitud de 82 km. Té una orientació de nord a sud.